# نایکم
نایکم (به انگلیسی: Naicam) یک منطقهٔ مسکونی در کانادا است که در ساسکاچوان واقع شده‌است. نایکم ۱٫۶۹ کیلومتر مربع مساحت و ۶۹۰ نفر جمعیت دارد.